# NGC 411
NGC 411 (również ESO 51-SC19) – gromada otwarta znajdująca się w gwiazdozbiorze Tukana. Odkrył ją James Dunlop w 1826 roku. Gromada ta znajduje się w Małym Obłoku Magellana.
Według niektórych astronomów, obiekt NGC 422 z katalogu NGC to także ta gromada, ale skatalogowana na podstawie obserwacji Johna Herschela z 1835 roku. Przez wiele lat numer NGC 422 przypisywano innej pobliskiej gromadzie gwiazd – ESO 51 - SC 022.